# Aurélie Kaci
Aurélie Kaci (* 19. Dezember 1989 in Lyon) ist eine französische Fußballspielerin. Sie bekleidet die Position einer Mittelfeldspielerin.

## Vereinskarriere
Aufgewachsen ist Aurélie Kaci in Villeurbanne, am Rande ihrer Geburtsstadt; als Kind und Jugendliche spielte sie dort ab 1997 bei der ASC Électro Mécanic und anschließend für den erfolgreichen Nachbarn FC Lyon. Als dessen Frauenfußballerinnen sich 2004 gemeinsam mit ihrem Erfolgstrainer Farid Benstiti dem Lokalrivalen Olympique Lyon anschlossen, vollzog sie diesen Schritt mit. Bereits als Sechzehnjährige kam sie in der Saison 2006/07 zu ihren ersten sechs Einsätzen bei Olympiques Erstliga-Frauenteam. In derselben Spielzeit wurde sie auch im Finale des Landespokals, das mit einer Niederlage nach Elfmeterschießen gegen den HSC Montpellier endete, kurz vor Schluss eingewechselt. Bis 2009 folgten dann aber insgesamt nur vier weitere Punktspiele; stattdessen lief die im Mittelfeld defensiv wie offensiv einsetzbare Akteurin meist für Lyons B-Elf auf, die in der dritten Division spielte. Erst in den folgenden Jahren wuchs Aurélie Kaci in Olympiques „Starensemble“ hinein und brachte es auf weitere 47 Erstligaeinsätze, ohne aber zur unangefochtenen Stammspielerin zu werden. So setzte Trainer Patrice Lair sie zwar in den jeweils vorangehenden Wettbewerbsrunden, aber nicht in den von OL gewonnenen Endspielen um die Coupe de France (2012) und den Europapokal (2011 und 2012) ein. Auf europäischer Ebene wurde Aurélie Kaci lediglich im Finale 2010 gegen Turbine Potsdam während der zweiten Halbzeit eingewechselt, erwies sich im entscheidenden Strafstoßschießen auch als treffsicher, aber Lyons Frauen unterlagen darin schließlich mit 6:7.
Nach sechs Landesmeistertiteln in acht Jahren wechselte sie deshalb 2012 gemeinsam mit Shirley Cruz Traña zu Paris Saint-Germain FC, wo sie sich – auch aufgrund der Tatsache, dass dort ihr „Entdecker“ Farid Benstiti zeitgleich die Cheftrainerposition übernommen hatte – einen Neuanfang erhoffte. Trotz gleichfalls starker Konkurrentinnen um die Plätze in der Startformation hat Kaci, die inzwischen auch torgefährlicher geworden ist, sich bei dem Hauptstadtklub durchgesetzt; dort wurde sie zudem zur Nationalspielerin (siehe unten). Allerdings fehlte sie, als PSG gegen Lyon im französischen Pokalfinale 2014 unterlag, erneut in einem Endspiel. Dafür erzielte sie im Halbfinal-Rückspiel der Champions League 2014/15 gegen den VfL Wolfsburg die für das Weiterkommen wichtige 1:0-Führung. Im Endspiel unterlag sie mit PSG aber gegen den 1. FFC Frankfurt mit 1:2.
Anfang 2014 hatte Kaci dennoch geschwankt, ob sie ihren Vertrag bei Paris verlängern solle, weil die diplomierte Führungskraft im Großhandel – sie hat ein Brevet de technicien supérieur, kurz: BTS, erworben – sich ernsthaft mit einer Berufstätigkeit jenseits des Sports beschäftigt hat. Zudem konstatierte sie, dass ihre Leistungen zu stark von ihren Stimmungen abhängig seien. Für Benstiti sind dies Zeichen, dass sie, um ihr spielerisches Potential auszuschöpfen, den Fußball als Beruf akzeptieren müsste. Sie kehrt 2015 zu Olympique Lyon zurück, wo sie über die Rolle einer Ergänzungsspielerin allerdings nicht hinauskam. 2017 stellte sie sich mit ihrem Wechsel nach Spanien zu Atlético Madrid noch einer neuen sportliche Herausforderung. Dort gewann sie sowohl 2017/18 als auch 2018/19 den Meistertitel. Im Anschluss wechselte sie innerhalb der Primera División zum Neuaufsteiger CD Tacón, mit dem sie die Meisterschaft auf dem 10. Platz beendete. Im Sommer 2020 wurde CD Tacón von Real Madrid inkorporiert und zur neuen Frauenfußballsektion des Klubs umgewandelt.

### Stationen
- Amicale SC Électro Mécanic Villeurbanne
- FC Lyon (bis 2004)
- Olympique Lyon (2004–2012)
- Paris Saint-Germain FC (2012–2015)
- Olympique Lyon (2015–2017)
- Atlético Madrid (2017–2019)
- CD Tacón (2019/20)
- Real Madrid (2020–2022)
- Club América (2022–2024)
- FC Juárez (seit 2024)

## Nationalspielerin
Abgesehen von zwei Einsätzen mit der U-19 Frankreichs im Jahr 2007, in denen sie auch ein Tor erzielte, hat Aurélie Kaci nicht den für Spitzenfußballerinnen typischen Weg durch die Jahrgangsauswahlteams durchlaufen.
In der französischen Nationalfrauschaft debütierte sie erst im Oktober 2013, als Nationaltrainer Philippe Bergeroo sie anlässlich eines Freundschaftsspiels gegen Polen nach einer knappen Stunde einwechselte. Anschließend dauerte es 13 Monate bis zu ihrer nächsten Berufung. Bisher hat sie sechs A-Länderspiele bestritten, zwei davon sogar in der Startelf. Ein Treffer ist ihr im blauen Trikot noch nicht gelungen. (Stand: 11. April 2016) Dennoch hatte Bergeroo Aurélie Kaci für Frankreichs Weltmeisterschaftskader 2015 nominiert, wenn auch nur als Nachrückerin.

## Palmarès
- Französische Meisterin: 2007, 2008, 2009, 2010, 2011, 2012
- Französische Pokalsiegerin: 2008, 2012 (jeweils ohne Einsatz im Finale)
- Spanische Meisterin: 2018, 2019
- Champions-League-Siegerin: 2011, 2012 (jeweils ohne Einsatz im Finale)
- Mexikanische Meisterin: 2023 (Liga MX Clausura)